# Afrânio da Costa
Afrânio Antônio da Costa (Macaé, 14 de março de 1892 — Rio de Janeiro, 26 de junho de 1979) foi um desportista brasileiro do tiro esportivo.

## Vida
Foi o primeiro esportista a ganhar uma medalha para o Brasil em uma Olimpíada, no tiro, além de ter chegado ao cargo de ministro do Tribunal Federal de Recursos, inclusive sendo convocado por diversas vezes pelo Supremo Tribunal Federal do Brasil, em substituição a ministros ausentes, onde ficou marcado pela sua seriedade e sua personalidade forte e ter sido provedor da Santa Casa da Misericórdia do Rio de Janeiro. A biblioteca do Tribunal Regional Federal da 2ª Região, no Centro do Rio de Janeiro, recebe este nome em sua homenagem.
Foram nos Jogos Olímpicos de Antuérpia, em 1920, que Afrânio conquistou a medalha de prata na competição de pistola livre, tendo tido atuação destacada horas depois, quando participou da competição por equipes em que o Brasil conquistou a sua segunda medalha, desta vez de bronze.
Em 1922, nos Jogos Olímpicos Latino-Americanos disputado, organizado e patrocinado pelo clube onde competia, o Fluminense Football Club, conquistou a medalha de prata na competição de pistola livre individual e a de ouro na competição por equipe, tendo sido por diversas vezes campeão carioca e brasileiro de tiro.
Afrânio ajudou a fundar a Confederação Brasileira de Tiro Esportivo e foi um de seus presidentes, tendo sido também presidente da Associação Metropolitana de Esportes Atléticos (AMEA), chefiando a delegação brasileira na Copa do Mundo FIFA de 1930 e sido diretor de tiro do Fluminense.